# WISE J004945.61+215120.0
Désignations
WISE J004945.61+215120.0 est une naine brune avec un type spectral de type T8.5, située dans la constellation d'Andromède à une distance de 23,3 années-lumière de la Terre.

## Découverte
WISE J004945.61+215120.0 a été découverte en 2012 par Mace et al. par les données du Wide-field Infrared Survey Explorer. En 2013, le document de découverte a été publié.

## Distance
Actuellement, l'estimation la plus précise est une parallaxe trigonométrique, publiée en 2019 par J. Davy Kirkpatrick et al. : 7,1+0,1
 −0,1 pc ou 23,3+0,4
 −0,4 al.